# ワサビノキ属
ワサビノキ属（ワサビノキぞく、山葵の木属、学名: Moringa）は、アブラナ科やフウチョウソウ科に近縁で、単型のワサビノキ科 (Moringaceae) を構成する唯一の属である。ワサビノキ（M. oleifera）が広く栽培され、ワサビノキという場合にはこの種を指すことが多い。学名および英名はこの種のタミル語名ムルンガイ(முருங்கை murungai)、テルグ語名ムナッカイ（మునగ munakkai）およびマラヤーラム語名ムリンガ（മുരിങ്ങ muringa）に由来する。
アフリカから南アジアの熱帯から亜熱帯にかけておよそ十数種が分布する。樹高10mくらいまでの落葉高木で、幹は直立し、葉は1-3回羽状複葉で非常に大きい。葉・花・樹皮・果実の鞘などに、ワサビに似た香味があるところから名付けられたといわれる。日本国内では、栽培実績が少ないものの天草地方や小豆島などで栽培されている。

## 利用

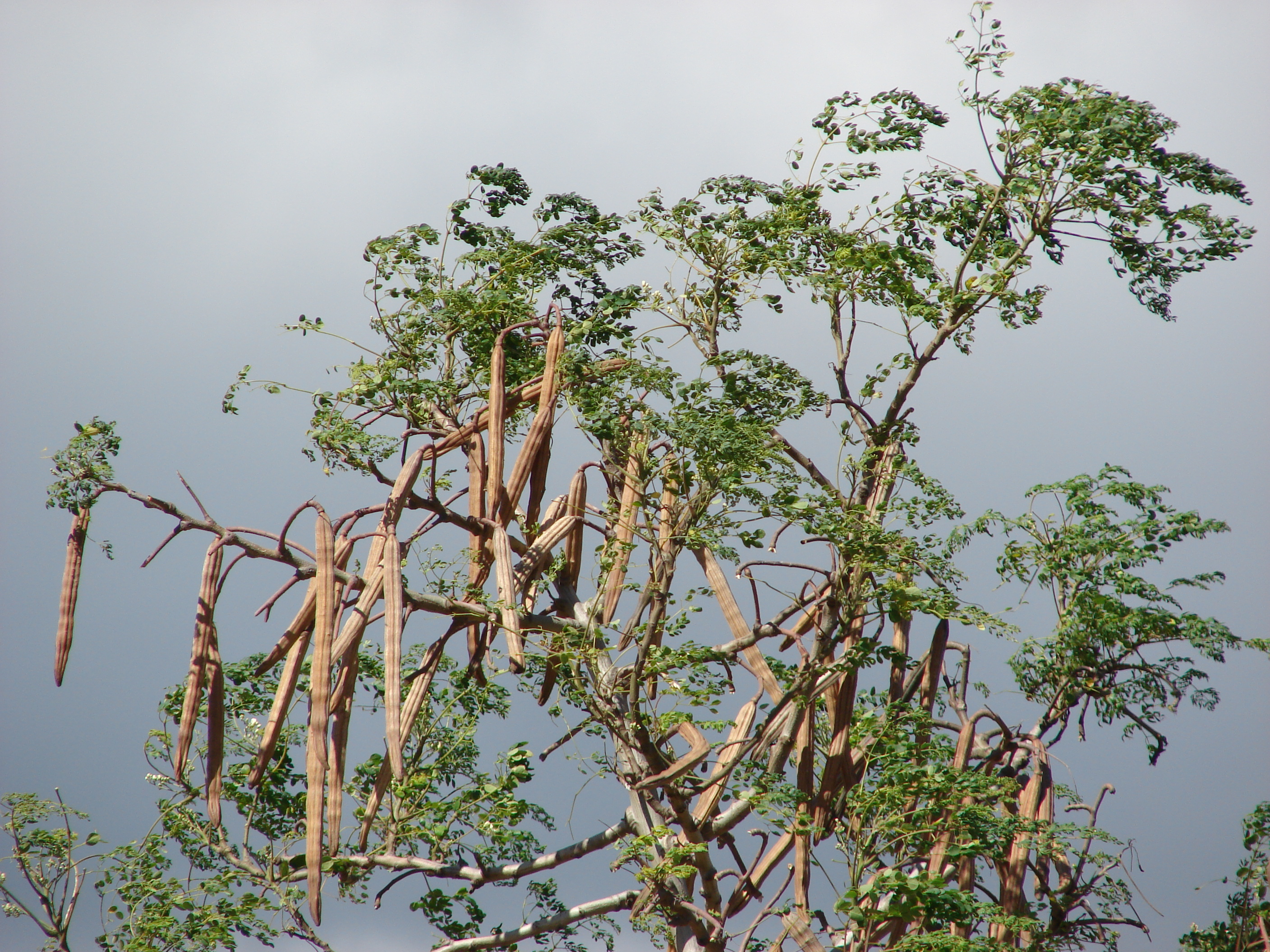
ワサビノキ（Moringa oleifera）、マウイ島カフルイ。

南アジアから東南アジアでは、ワサビノキの果実と葉が野菜・香辛料・民間薬などに用いられる。また、花に強い芳香があり、庭木としても用いられている。種子からとれるモリンガ油は、時計用にも用いられるような最高級のマシンオイル（機械油）とされている。たんぱく質、繊維、各種ミネラル、各種ビタミン、アミノ酸などの栄養素を極めて高いレベルでバランス良く含んでいる。
エチオピアのコンソでは、段々畑でモリンガ・ステノペタラが栽培されている。野菜として収穫する他、コンパニオンプランツとしてその木陰でトウガラシやモロコシを栽培する。また、民間薬としても用いられる。
モリンガ・ステノペタラの種子の粉末は、水に混ぜて不純物を凝固させ、濾過して飲用水を作るのに用いられる。インドではワサビノキの種子を同じ用途に利用しているが、モリンガ・ステノペタラの方が効果が高い。

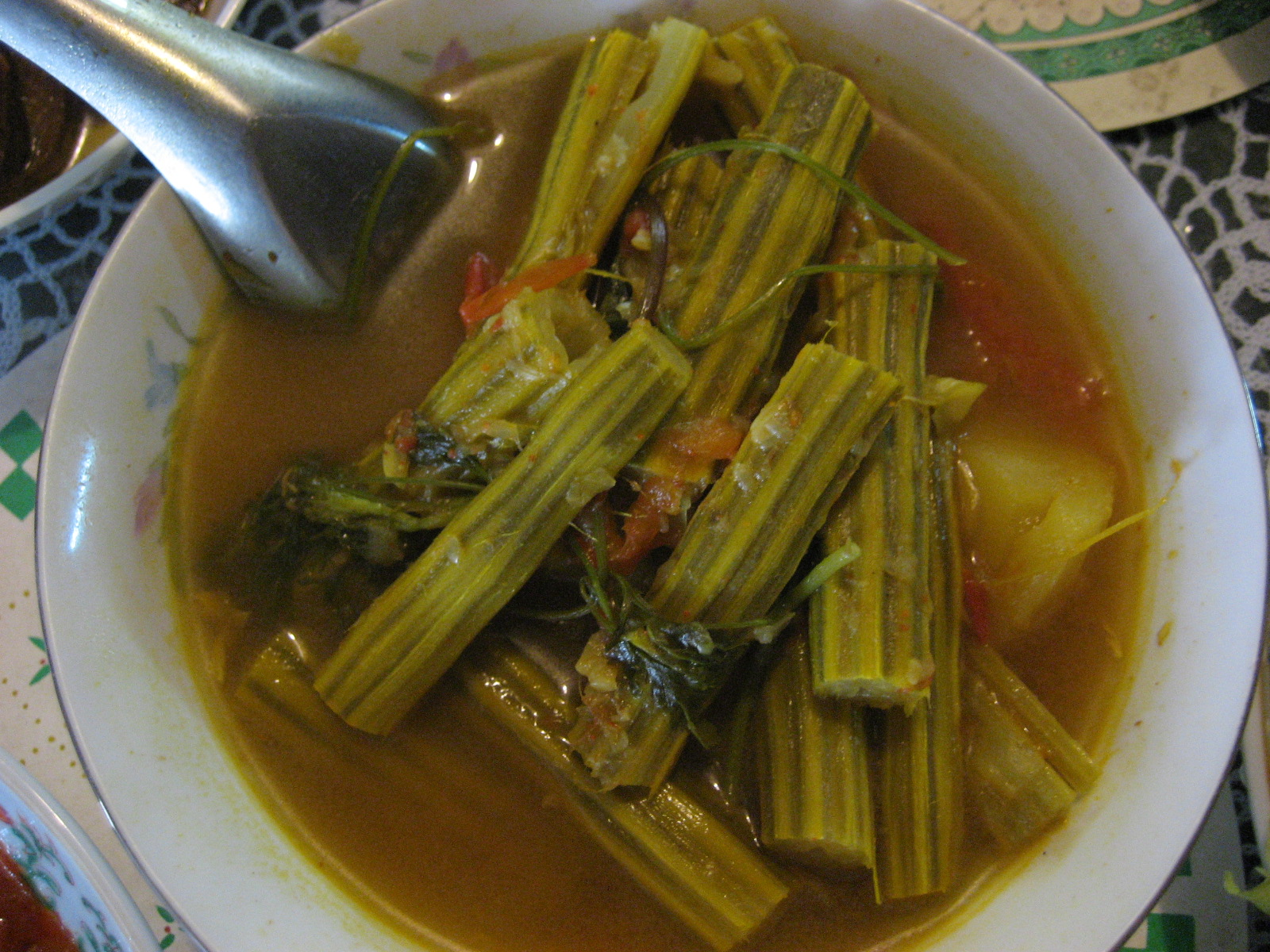
ビルマ料理チンイエーに使われているワサビノキの果実
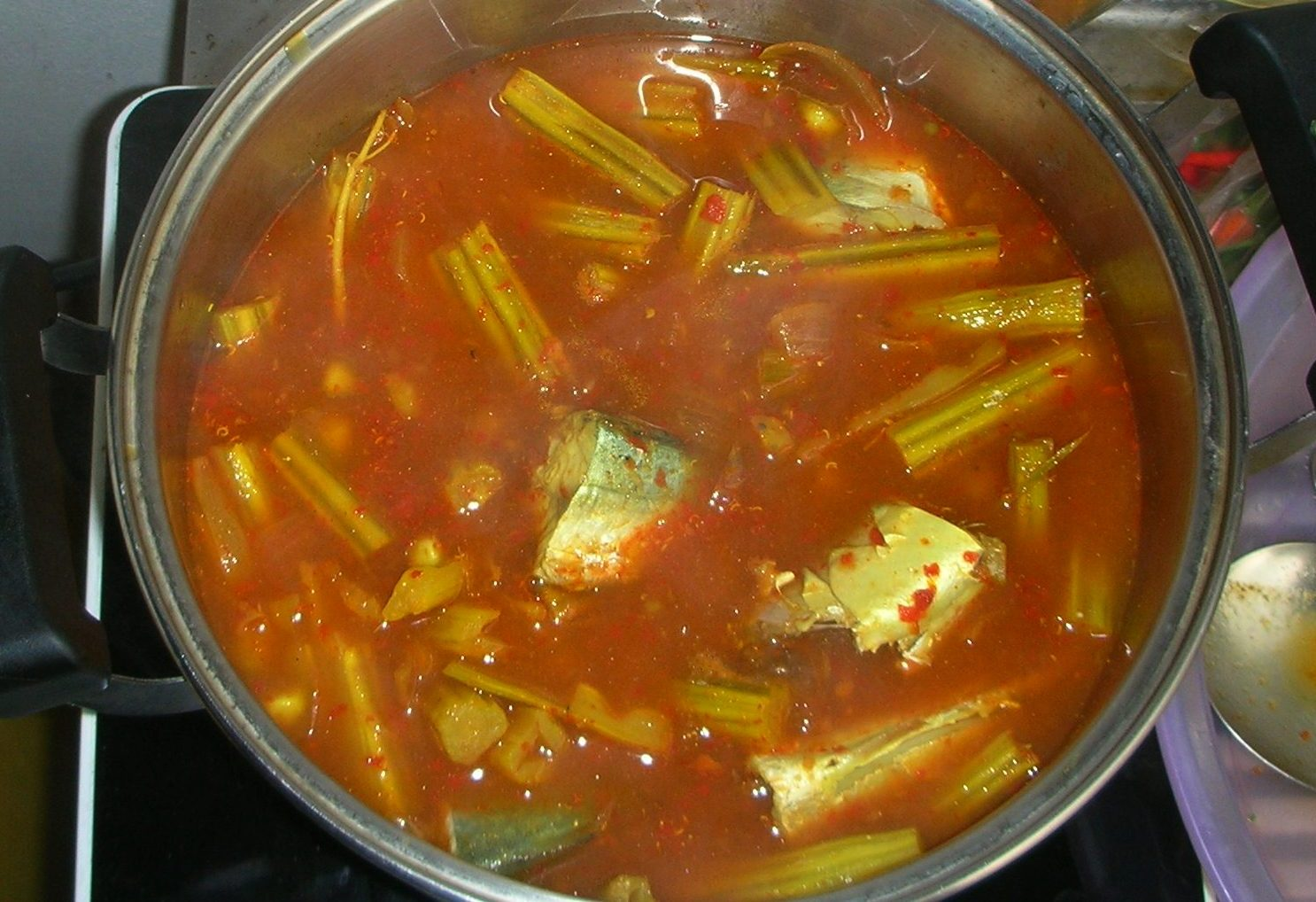
タイ料理ゲーン・ソムに使われているワサビノキの果実

## 栄養成分
ワサビノキのほとんどはヒトや家畜の食用となる。葉はタンパク質、ビタミンA、ビタミンB、ビタミンC、ミネラルが豊富である。ワサビノキの新葉100 には8.3 gのタンパク質、434 mgのカルシウム、404 mgのカリウム、738 μgのビタミンA、164 mgのビタミンCが含まれている。
タンパク質が豊富な葉をウシに与えると、体重が最大32%増加し、牛乳の生産が43%から65%増加することが示されている。種子はオレイン酸が豊富な30から40%の油を含んでいるが、脱脂した粉末の61%はタンパク質である。脱脂粉末は凝集剤であり、浄水に使うことができる。
さらに、ラットによる実験でワサビノキの葉の粉末エキスには妊娠中絶効果がある可能性があることが示されている。

## 分類

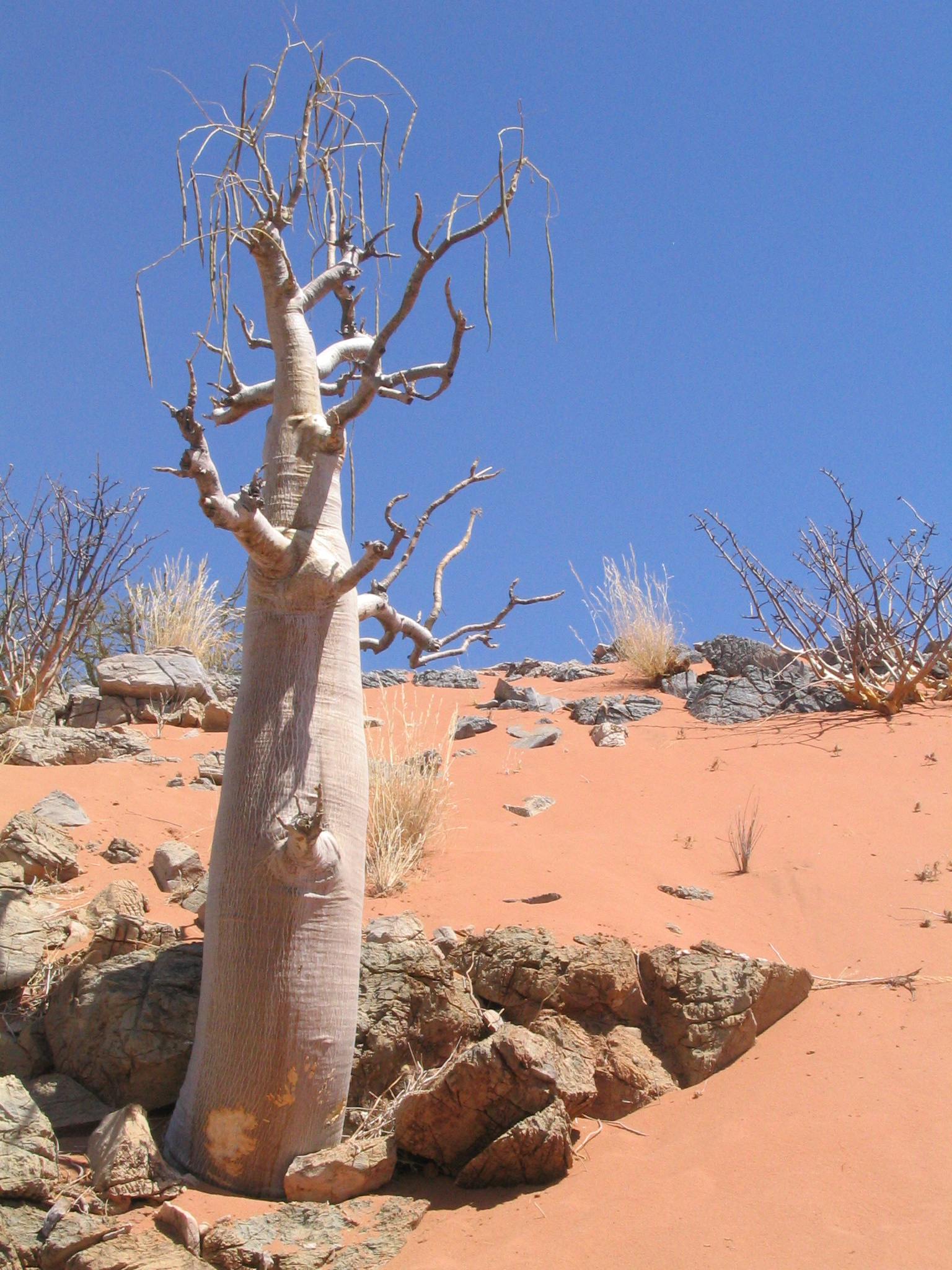
Moringa ovalifolia

13種が属する。アフリカ南部に分布する種が最も基底的で、これらの種は水を蓄えるためにボトル型の幹を持っている。これらの種を起源として、大きく2つのグループに分かれていったと考えられている。
- Moringa drouhardii Jum. – マダガスカル南西部
- Moringa hildebrandtii Engl. – マダガスカル南西部
- Moringa stenopetala (Baker f.) Cufod. - ケニアからエチオピア
- Moringa ovalifolia Dinter & Berger - ナミビア・アンゴラ
- "細身"グループ - 中東から南アジアに進出し、通常の樹木の形態となったグループ。
  - Moringa peregrina (Forssk.) Fiori - アフリカの角、シナイ半島南部、エジプト
  - Moringa concanensis Nimmo - 北インド
  - Moringa oleifera Lam. - ワサビノキ (syn. M. pterygosperma) – インド北西部
- "塊茎型"グループ - アフリカの角に進出し、より乾燥に耐える塊茎状となったグループ。
  - Moringa longituba Engl. - エチオピア・ソマリア
  - Moringa ruspoliana Engl. - エチオピア
  - Moringa borziana Mattei - ソマリア
  - Moringa pygmaea Verdc. - ソマリア
  - Moringa arborea Verdc. - ケニア
  - Moringa rivae Chiov. - ケニア・エチオピア